# Сочилов, Леонид Тимофеевич
Леонид Тимофеевич Сочилов (23 марта 1905, Ямышовка, Ярославская губерния — 3 августа 1975, Москва) — советский военный деятель, полковник (1942 год).

## Биография
Леонид Тимофеевич Сочилов родился 23 марта 1905 года в деревне Ямышовка ныне Угличского района Ярославской области.

### Довоенное время
В октябре 1925 года был призван в РККА и направлен на учёбу во 2-ю Московскую военно-пехотную школу имени М. Ю. Ашенбренера, после окончания которой в сентябре 1928 года был назначен на должность командира взвода в 60-м стрелковом полку (Ленинградский военный округ), в июле 1931 года — на должность курсового командира 5-й авиатехнической школы, с июля 1934 года временно исполнял должность командира роты этой школы.
С мая по сентябрь 1936 года находился в командировке, где исполнял обязанности командира сбора политического состава при Политическом управлении Ленинградского военного округа, затем был назначен на должность начальника 4-й части штаба 90-й стрелковой дивизии. В июле 1937 года был вновь направлен в командировку, где был назначен на должность командира роты и руководителя тактической подготовки, а затем — на должность командира батальона сбора политического состава при Политическом управлении Ленинградского военного округа. В декабре 1937 года вернулся в дивизию, после чего был назначен на должность начальника штаба 90-го разведывательного батальона.
В сентябре 1938 года был направлен на учёбу в Военную академию имени М. В. Фрунзе, после окончания которой в мае 1941 года был назначен на должность старшего помощника начальника 1-го отделения оперативного отдела штаба 27-й армии (Прибалтийский военный округ).

### Великая Отечественная война
С началом войны находился на прежней должности. Армия обороняла побережье Балтийского моря на участке от Таллина до Либавы, в конце июня — июле вела оборонительные боевые действия на реке Западная Двина в районе Двинска, затем на реке Великая на рубеже Выборг — Опочка и на реке Ловать в районе Холма. В августе армия принимала участие в нанесении фронтового контрудара по группировке противника в районе Холма. Вскоре армия вела боевые действия на демянском направлении и к началу октября остановила наступление на рубеже озёр Велье — Селигер. В декабре 1941 года в ходе подготовки Торопецко-Холмской наступательной операции 27-я армия была преобразована в 4-ю ударную армию.
В феврале 1942 года Сочилов был назначен на должность начальника штаба 360-й стрелковой дивизии, которая принимала участие в боевых действиях в ходе Торопецко-Холмской наступательной операции.
В конце февраля 1944 года был назначен на должность заместителя начальника штаба 43-й армии по ВПУ, с 7 по 26 апреля 1944 года командир 145-й стрелковой дивизии, а с 1 июня по 31 июля 1944 года командир 154-й стрелковой дивизии, которая принимала участие в боевых действиях в ходе Полоцкой наступательной операции. За умелую организацию и руководство подчиненными частями, а также проявленные личное мужество и героизм Леонид Тимофеевич Сочилов был награждён орденом Красного Знамени.
Во второй половине июля 1944 года был назначен на должность начальника штаба 92-го стрелкового корпуса, который принимал участие в боевых действиях во время Полоцкой, Режицко-Двинской, Рижской и Мемельской наступательных операций. С 8 по 11 апреля 1945 года в ходе боевых действий на Курляндском полуострове Сочилов временно командовал корпусом.

### Послевоенная карьера
После окончания войны находился на прежней должности.
После расформирования корпуса в феврале 1946 года был назначен на должность начальника штаба 40-го гвардейского стрелкового корпуса (Воронежский военный округ), а в марте 1947 года — на должность заместителя начальника штаба и одновременно начальника оперативного отдела 5-й армии (Приморский военный округ).
В декабре 1947 года был направлен на учёбу в Высшую военную академию имени К. Е. Ворошилова, после окончания которой в январе 1950 года был назначен на должность старшего преподавателя кафедры оперативного искусства этой же академии.
Полковник Леонид Тимофеевич Сочилов в декабре 1953 года вышел в запас. Умер 3 августа 1975 года в Москве.

## Награды
- Орден Ленина;
- Два ордена Красного Знамени;
- Орден Отечественной войны 1 степени;
- Два ордена Красной Звезды;
- Медали.